# John Frankenheimer
John Michael Frankenheimer (Nova Iorque, 19 de fevereiro de 1930 — Los Angeles, 6 de julho de 2002) foi um realizador dos Estados Unidos.
John Frankenheimer morreu em 6 de julho de 2002, aos 72 anos, de acidente vascular cerebral massivo.

## Filmografia
| - 1956 - The Ninth Day (TV) - 1957 - The Young Stranger - 1957 - The Comedian (TV) - 1958 - Days of Wine and Roses (TV) - 1959 - The Turn of the Screw (TV) - 1959 - The Browning Version (TV) - 1961 - The Young Savages - 1962 - The Manchurian Candidate - 1962 - Birdman of Alcatraz - 1962 - All Fall Down - 1964 - The Train - 1964 - Seven Days in May - 1966 - Seconds - 1966 - Grand Prix - 1968 - The Fixer - 1969 - The Extraordinary Seaman - 1969 - The Gypsy Moths - 1970 - I Walk the Line - 1971 - The Horsemen - 1973 - The Iceman Cometh - 1973 - Story of a Love Story | - 1974 - Call Harry Crown - 1975 - Operação França II - 1977 - Black Sunday - 1979 - Prophecy - 1982 - The Rainmaker (1982) (TV) - 1982 - The Challenge - 1985 - The Holcroft Covenant - 1986 - 52 Pick-up - 1987 - Across The River and Into The Trees - 1987 - Riviera (TV) - 1989 - Dead Bang - 1990 - The Fourth War - 1991 - Year of the Gun - 1994 - The Burning Season (TV) - 1994 - Against the Wall (TV) - 1996 - The Island of Dr. Moreau - 1997 - George Wallace (TV) - 1998 - Ronin - 2000 - Reindeer Games - 2001 - Ambush - 2002 - Path to War (TV) |

## Prémios e nomeações
- Recebeu uma nomeação ao Globo de Ouro, na categoria de Melhor Realizador, por seu trabalho em Sete Dias em Maio (1964).
- Recebeu uma nomeação à Framboesa de Ouro de Pior Realizador, por seu trabalho em A Ilha do Dr. Moreau (1996).
- Ganhou em 1998 um prémio do Festival Internacional de San Diego, pelo conjunto de sua obra cinematográfica.
- Ganhou em 1998 um prémio da Casting Society of America, pelo conjunto da obra cinematográfica.